# Aneboda kyrka
Aneboda kyrka är en kyrkobyggnad som tillhör Lammhults församling i Växjö stift. Kyrkan ligger intill sjön Stråken i samhället Aneboda i Växjö kommun.

## Kyrkobyggnaden
Tidigare kyrkobyggnad var ett kapell som uppfördes 1346 av Karl Tukesson Läma. Kapellet byggdes till 1696 och 1714. Vid bygget av nuvarande kyrka revs kapellet och såldes till Vislanda missionsförsamling. Nuvarande träkyrka i nygotisk stil uppfördes 1899 efter ritningar av arkitekt Fredrik Lilljekvist. Efter en omfattande reovering återinvigdes kyrkan av domprost Lage Pernveden den 5 juni 1988.
Kyrkan består av ett rektangulärt långhus med torn i öster och kor i väster. Väster om koret finns en smalare och lägre utbyggnad där sakristian är inhyst. Sakristian skiljs från övriga kyrkorummet med ett skrank. Södra och norra långsidan har varsitt vapenhus med ingångar. Huvudingången finns i tornets bottenvåning i öster. Ytterväggarna är klädda med träspån. Ett korfönster med glasmålning fungerar som altartavla och har motivet Kristi himmelsfärd. Glasmålningen togs ner 1953, men återinsattes 1988. Korfönstret är en gåva från kyrkvärden Jon Nilsson, Ugglehult.

## Inventarier
- I vapenhuset finns ett stenfragment av en medeltida dopfunt.
- Nuvarande dopfunt skänktes till kyrkan 1954 av Aneboda kyrkliga syförening.
- På södra långväggen hänger två apostlabilder som troligen har tillhört förra kyrkans predikstol.
- På norra väggen finns en skulptur från 1500-talet föreställande Maria med barnet. Ännu en skulptur på norra väggen, föreställande S:t Olof är från 1300-talet.

### Orgel
- Orgeln är byggd 1899 av Carl Elfström, Ljungby. Den renoverades 1970 av J. Künkels Orgelverkstad. Orgeln är mekanisk.

| Huvudverk I    | Svällverk II      | Pedal          | Koppel |
| Principal 8´   | Bourdon 8´        | Borduna 16´    | I/P    |
| Gemshorn 8´    | Vox retusa 8´     | Violoncelle 8´ | II/I   |
| Gedackt 8´     | Salicional 8´     | Koralbas 4´    | I 4'/I |
| Oktava 4´      | Blockflöjt 4'     |                |        |
| Violin 4'      | Crescendosvällare |                |        |
| Kvinta 3'      |                   |                |        |
| Oktava 2'      |                   |                |        |
| Kornett 4 chor |                   |                |        |
| Trumpet 8'     |                   |                |        |

## Bildgalleri

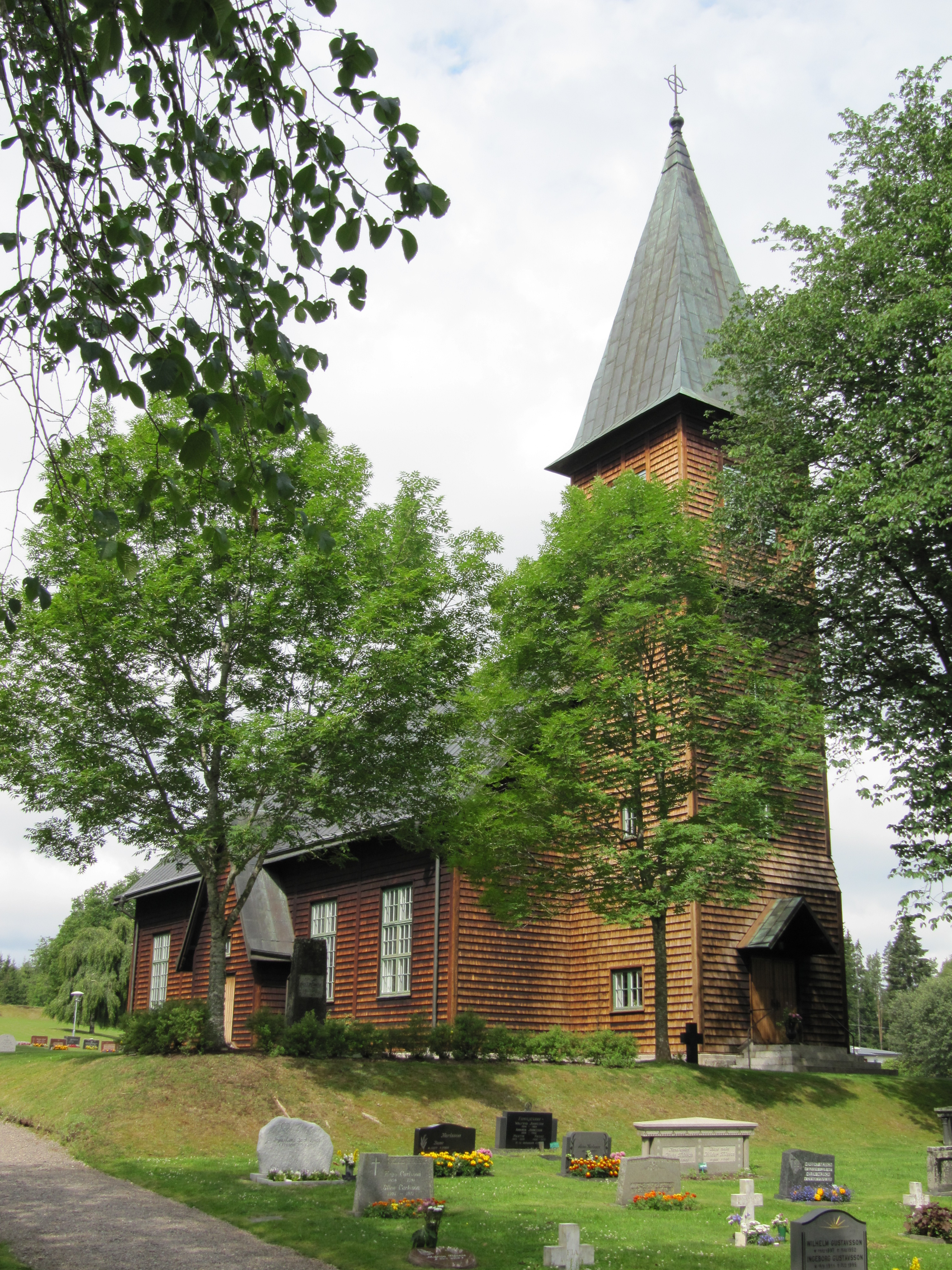
Aneboda kyrka från sydost
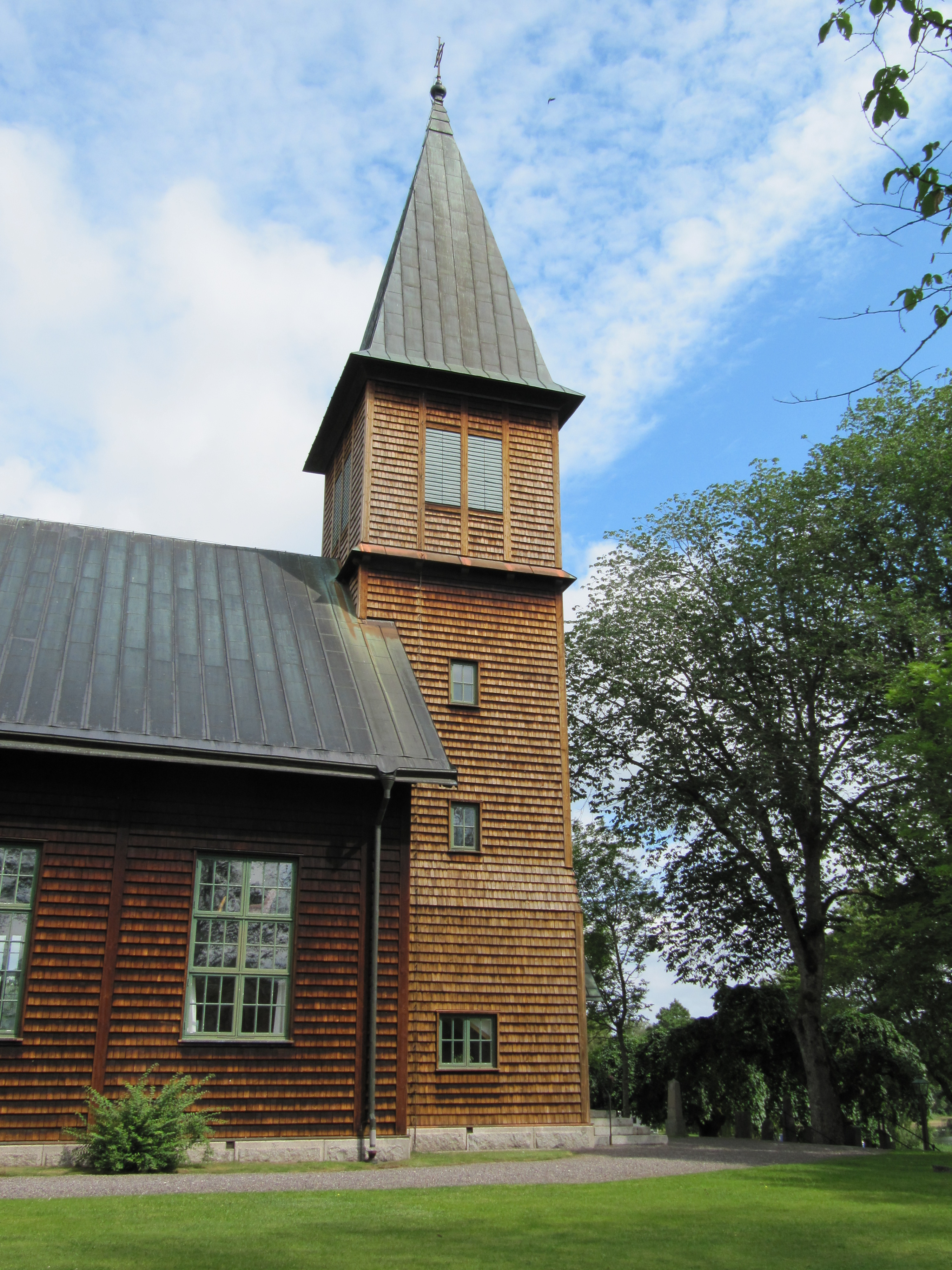
Tornet från söder
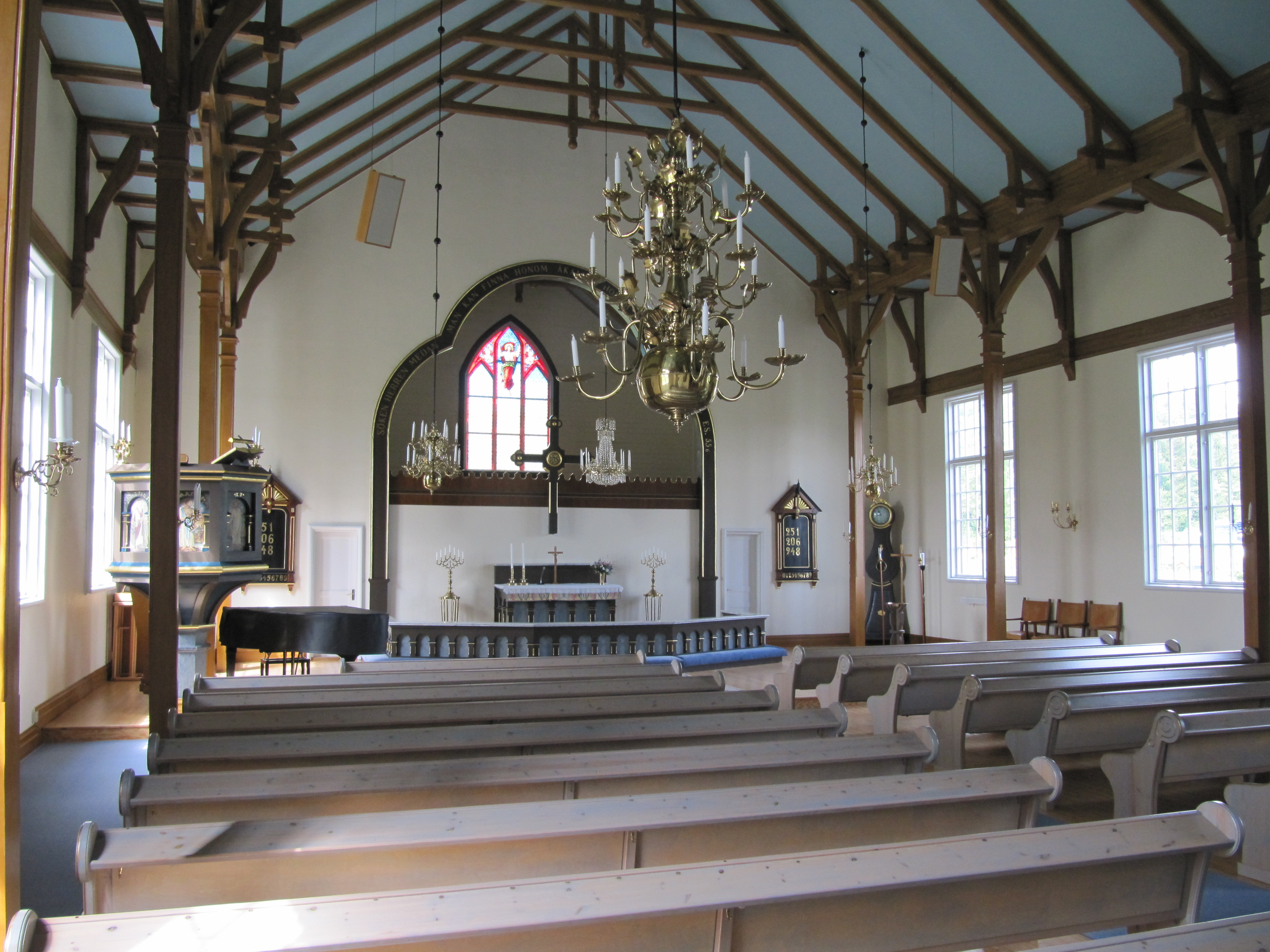
Interiör mot väster
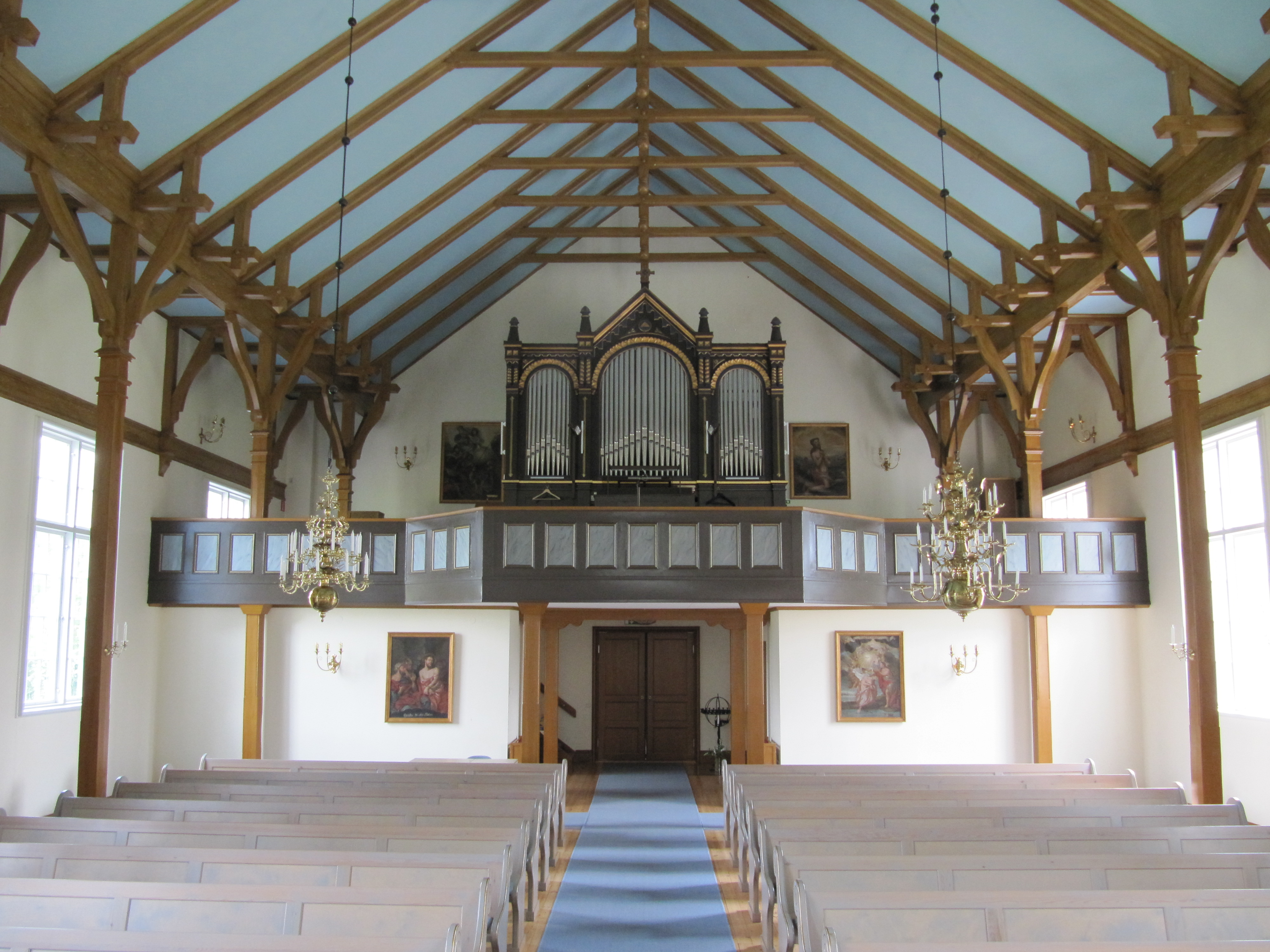
Kyrkorum mot orgelläktare
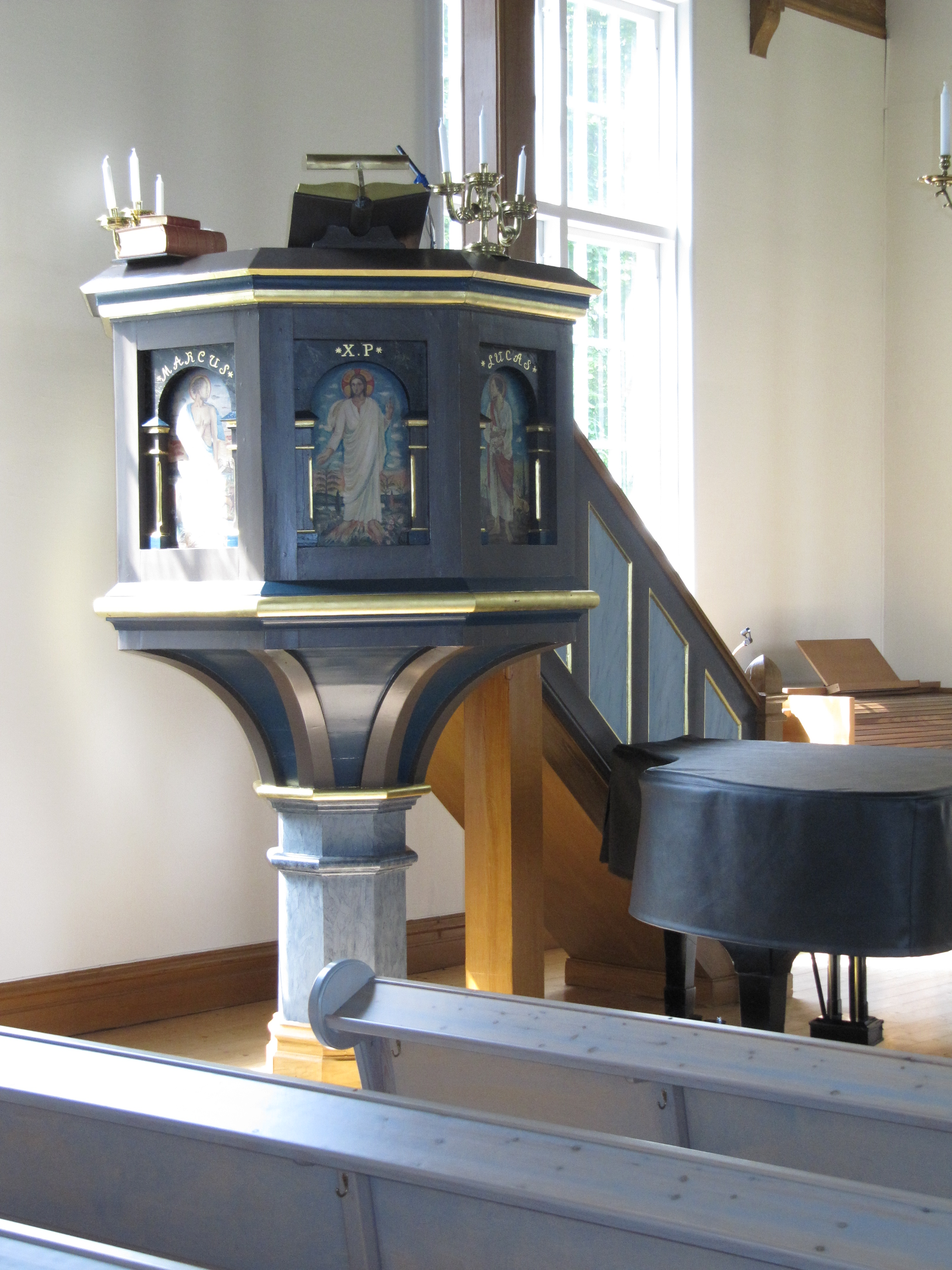
Predikstol
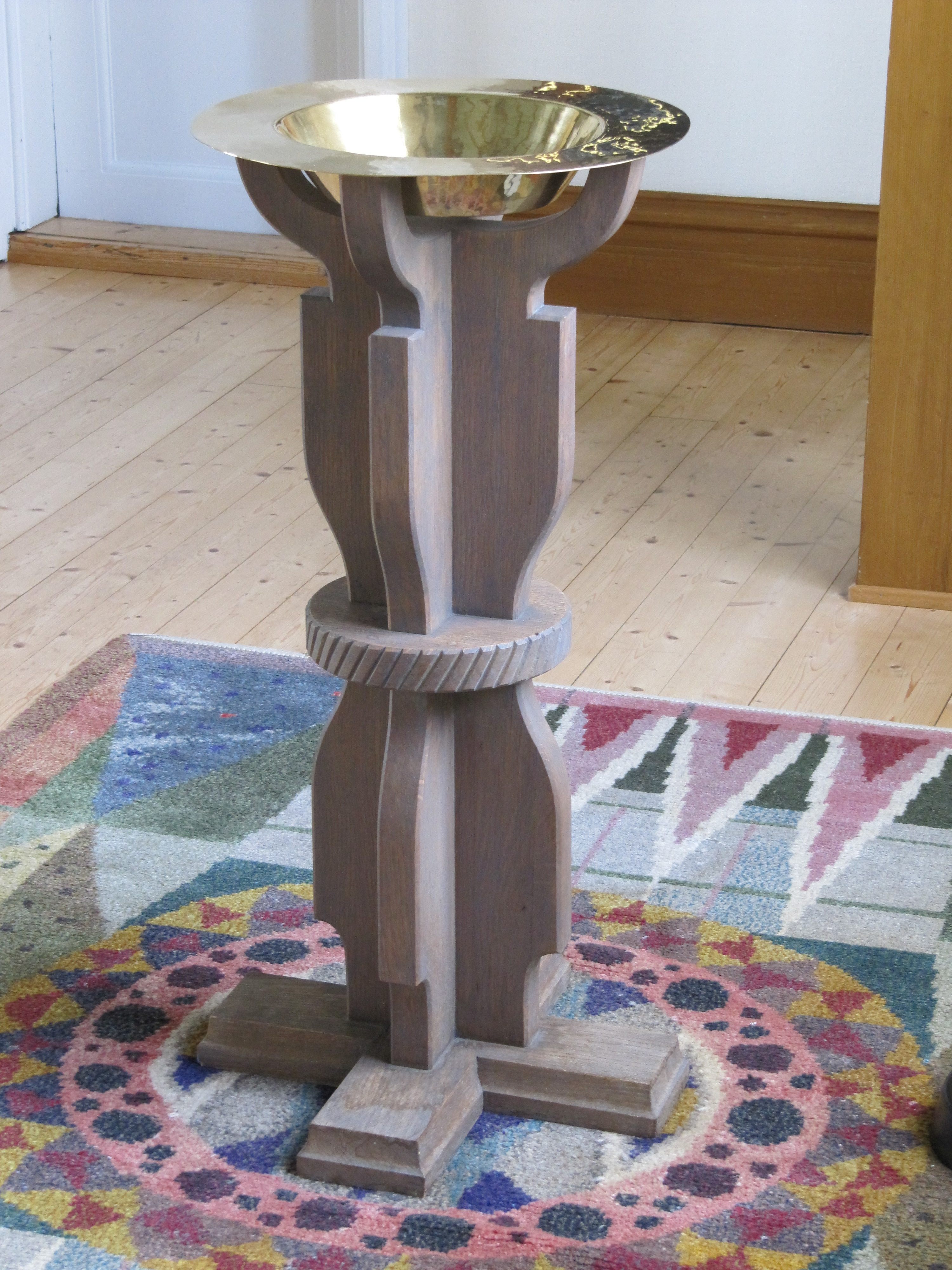
Dopfunt
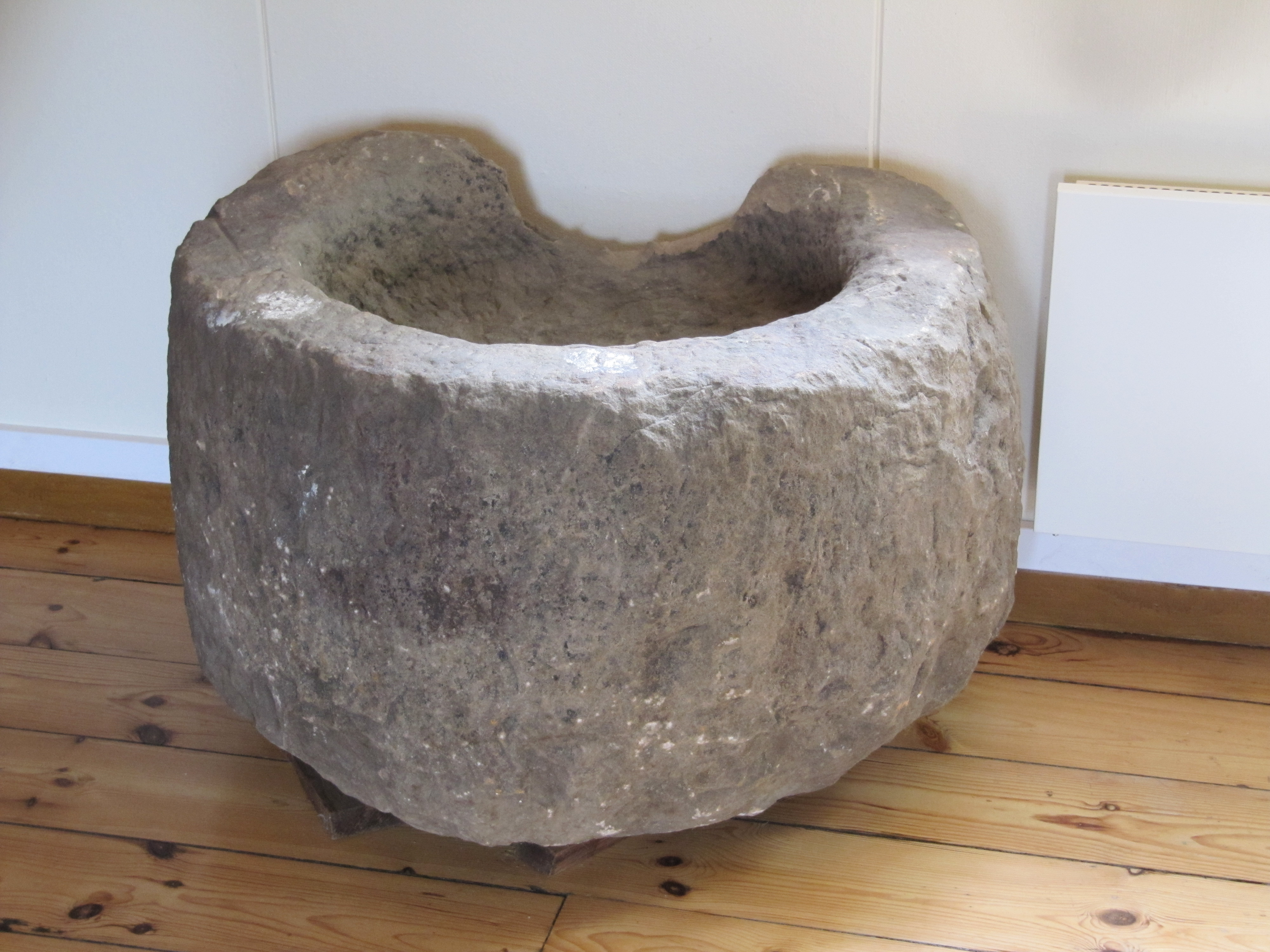
Cuppa till medeltida dopfunt